# Boreray (Hébridas Exteriores)
Boreray (gaélico escocés: Boraraigh) es una isla de las Hébridas Exteriores, en Escocia, situada a 2 km al norte de North Uist.
La isla fue ocupada desde tiempos prehistóricos y a lo largo del siglo XIX albergó una población de más de 100 habitantes, pero en 1923 la isla fue evacuada a petición de los isleños. Una familia permaneció en Boreray, pero la abandonó en los años 60.